# 巴尔托洛梅乌·佩雷斯特雷洛
巴尔托洛梅乌·佩雷斯特雷洛（葡萄牙語：Bartolomeu Perestrello或Pedro Moniz Perestrello，约1395年—1457年）是一位葡萄牙探险家和航海家，是首任圣港岛总督、领主和地方长官。他和若昂·贡萨尔维斯·扎尔科、特里斯唐·瓦斯·特谢拉一起于1419年-1420年发现并殖民了马德拉群岛。
他的父亲菲利波·帕拉斯特雷利（葡萄牙语称佩雷斯特雷洛）是一名伦巴第骑士，宫廷联姻时随同进入葡萄牙王宫，1433年其家族被葡萄牙国王若昂一世授予贵族头衔。巴托洛缪是菲利波的第四子，他参加了恩里克王子对非洲西北沿岸的航海探险，并于1419至1420年间和若昂·贡萨尔维斯·扎尔科和特里斯唐·瓦斯·特谢拉一起发现了马德拉群岛。后他被派往群岛中的第二大岛圣港岛，就任该岛总督、领主和地方长官，并对岛屿进行殖民。
根据葡萄牙民间传言，佩雷斯特雷洛的船上有一只怀孕的母兔，在他到达圣港岛的时候，这只兔子不幸脱逃，在岛上产仔并迅速繁殖，大量啃食了岛上的植物资源，又因为没有其他的肉食性动物抑制兔子的增长，使得兔子成为该岛食物链的最上层，直到将整个岛屿的生态环境全部破坏，使圣港岛在数年间被沙漠化，至今仍未完全恢复。
他的一个女儿菲丽帕·莫妮丝（出生于1455年），在1479年嫁给了当时居住在马德拉岛上的克里斯托弗·哥伦布。作为嫁妆的一部分，佩雷斯特雷洛的航海笔记、大西洋海图和葡萄牙先进的航海知识被哥伦布获得，后来成为哥伦布航海生涯中的重要参考。
他的长兄里查特·佩雷斯特雷洛之孙拉斐尔·佩雷斯特雷洛后来也成为了一名著名的航海家，他是第一个从海上登陆中国大陆的葡萄牙航海家。